# Massimo Bontempelli
Massimo Bontempelli (Como, 12 de maio de 1878 — Roma, 21 de julho de 1960) foi um poeta, dramaturgo e romancista italiano. Acadêmico da Itália (1929–1938), fundador do movimento " '900” (revista, 1926–1929), inspirado por sua estética do “Realismo Magico”, era ligado à terceira geração dos “poetas da Linha Lombarda”.

## Obras
- Sette Savi (contos, 1912).
- La vita intensa (romance, 1920).
- La vita operosa (romance, 1921).
- Eva ultima (1923).
- Nostra Dea (teatro, 1925).
- Il figlio di due madri (romance, 1929).
- Vita e morte di Adria e dei suoi figli (romance, 1930).
- Novecentismo Letterario (ensaios, 1931).
- Gente nel tempo (romance, 1937).
- Pirandello, Leopardi, D'Annunzio ( ensaios, 1938).